# 三井生命 イブニングカフェ
三井生命 イブニングカフェ（みついせいめい イブニングカフェ）は文化放送製作のミニトーク番組。

## 概要
2007年10月-2011年6月26日放送。
1週間の締めくくり、日曜日の夕方に文化放送のある浜松町のとある場所にオープンするという「イブニングカフェ」を訪れる各界著名人を、マンスリーゲスト（4-5回　毎月交代）として招き、文化放送アナウンサーの石川真紀とともに、仕事のことからプライベートに到るまでその素顔に迫る。協賛スポンサーは三井生命保険相互会社

## 放送日時（毎週日曜）
- 文化放送 17:30 - 17:40
- ABCラジオ 時期により放送時間が異なる。これは「ABCフレッシュアップベースボール」（4月-9月）の編成の都合によるもの。
  - 16:50-17:00：4月 - 9月の阪神タイガース戦がナイターで開催される場合と、10月 - 3月（ナイターオフ編成）の毎週。
  - 18:00-18:10（4月 - 6月）、17:55 - 18:05（7月 - 9月）：阪神タイガース戦がデーゲーム（薄暮含む）で開催される場合。但し、デーゲームの試合が延長した場合は放送時間を繰り下げる。7月 - 9月は18:05から「ABCフレッシュアップベースボールスペシャル」（文化放送から阪神戦以外のNRNナイターをネット受け）を放送するため。
- その他、東海ラジオでも放送されていた。